# Stone, Gloucestershire
Stone är en by i Stroud, Gloucestershire, England. Byn är belägen 28 km från Gloucester. Orten har 527 invånare (2018).